# 2001年太平洋颱風季
| 太平洋颱風季             |
| 主題頁 - 專題 - 編輯指南 |

2001年太平洋颱風季泛指在2001年全年內的任何時間，於赤道以北及國際換日線以西的太平洋水域，以及南中國海所產生的熱帶氣旋。雖然有關方面並沒有設下本颱風季的指定期限，但大部份於西北太平洋的熱帶氣旋通常都會於五月至十二月期間形成。
本條目的範圍僅侷限於赤道以北及國際換日線以西的太平洋及南海的水域。於赤道以北及國際換日線以東的太平洋水域產生的風暴則被稱為颶風，並被列入2001年太平洋颶風季。在西太平洋產生的熱帶風暴是由日本東京颱風中心命名，國際編號為01xx，而美國聯合颱風警報中心會把在該地區的熱帶低氣壓的編號以W字母作結。
凡進入或產生於菲律賓風暴責任範圍以內的熱帶低氣壓，菲律賓大氣地理天文部門（英語：PAGASA）都會為它們訂立一個菲律賓名稱，作當地警報用途；此外，由於中国大陸、香港、澳門採用同一翻譯名，而台灣之翻譯名字可能有所不同，因此同一個風暴可能會有2個不同的中文名字、以及有時會有2個不同的英文名稱（國際名字及菲律賓名字）。
以下各熱帶氣旋資訊以熱帶氣旋存在期間的最強形態為準。

## 已被國際命名的熱帶氣旋

### 強烈熱帶風暴西馬侖 (Cimaron)
PAGASA: Crising
5月9日UTC12時，一熱帶低氣壓在菲律賓民都洛島和巴拉望島之間海面上生成。該熱帶低氣壓向北移動。5月11日UTC0時，該熱帶低氣壓在呂宋島以西增強為熱帶風暴，並命名為西馬侖 。西馬侖轉向東北方向移動。5月13日UTC0時，西馬侖在台灣南部進一步增強為強烈熱帶風暴。5月13日UTC6時，西馬侖減弱為熱帶風暴。西馬侖保持其東北的路徑直到5月14日UTC9時在日本南部。西馬侖隨後向東移動，並於5月14日UTC12時在沖繩東北部海面轉化為溫帶氣旋。5月15日UTC18時，完全消散。

### 颱風飛燕 (Chebi)
PAGASA: Emong
6月19日UTC18時，一熱帶低氣壓在雅浦島西北部海面上生成。該熱帶低氣壓向西北偏西移動。6月20日UTC6時，該熱帶低氣壓增強為熱帶風暴，並命名為飛燕。飛燕於6月21日UTC0時，在菲律賓以東轉為向西北方向移動。UTC12時，飛燕增強為強烈熱帶風暴。6月22日UTC18時，飛燕在台灣南部增強為颱風，稍後北移並通過台灣海峽。飛燕登陸中國福建省福州市福清市沙埔鎮沿海。6月23日UTC12時，飛燕減弱為強烈熱帶風暴。UTC18時，飛燕再減弱為熱帶風暴。6月24日UTC0時，飛燕減弱為熱帶低氣壓。飛燕轉向東北方向移動，UTC12時，飛燕在東海轉化為溫帶氣旋。6月26日UTC0時，完全消散。
由于没有发出任何警报，飞燕造成了惨重的人员伤亡，仅福州市平潭县就有107人死亡。

### 強烈熱帶風暴榴槤 (Durian)
6月29日UTC6時，一熱帶低氣壓在呂宋島以西海面上生成。該熱帶低氣壓初時向西移動，稍後轉向北北西方向移動。6月30日UTC6時，該熱帶低氣壓增強為熱帶風暴，並命名為榴槤。榴槤轉西北偏西移動。UTC18時，榴槤增強為強烈熱帶風暴。7月2日早上，榴槤在廣東省湛江市麻章區硇洲鎮附近登陸。登陸後逐漸減弱。UTC6時，榴槤減弱為熱帶風暴。UTC18時，榴槤在南寧減弱為熱帶低氣壓。7月3日UTC18時，榴槤在中越邊境交界完全消散。

### 強烈熱帶風暴尤特 (Utor)
PAGASA: Feria
7月1日UTC6時，一熱帶低氣壓在帕勞以東海面上生成。該熱帶低氣壓向北方向移動。7月2日UTC0時，該熱帶低氣壓在雅蒲島西北面增強為熱帶風暴，並命名為尤特。尤特轉向西北方向移動，強度逐漸增強。7月3日UTC6時，尤特在呂宋島以東增強為強烈熱帶風暴。尤特保持強烈熱帶風暴的強度進入南海，直到7月5日登陸中國南部。7月5日UTC22時，尤特在廣東省惠州市惠東縣平海鎮（官方公佈只是說明於「汕尾市一帶」）登陸。7月6日UTC0時，尤特減弱為熱帶風暴。尤特向西移動，其廣闊風眼更先後掠過惠州﹑東莞﹑廣州﹑佛山和肇慶。UTC12時，尤特繼續減弱為熱帶低氣壓。7月7日UTC6時，尤特在廣西完全消散。

### 熱帶風暴潭美 (Trami)
PAGASA: Gorio
7月8日UTC0時，一熱帶低氣壓在菲律賓薩馬島以東海面上生成。該熱帶低氣壓保持向西北方向的路徑。7月10日UTC0時，該熱帶低氣壓在呂宋島東北面海域增強為熱帶風暴，並命名為潭美。潭美繼續向西北方向移動，並於7月11日UTC6時登陸台灣台東縣大武鄉。UTC12時，潭美減弱為熱帶低氣壓。UTC18時，潭美在台灣西部海面完全消散。

### 颱風康芮 (Kong-rey)
7月21日UTC6時，一熱帶低氣壓在南鳥島以西海面上生成。該熱帶低氣壓向西移動。7月22日UTC0時，該熱帶低氣壓增強為熱帶風暴，並命名為康妮。7月23日UTC18時，康妮在硫磺島以東增強為強烈熱帶風暴。康妮轉向北北東方向移動。7月25日UTC18時，康妮在父島西北部海面增強為颱風。7月26日UTC6時，康妮在父島北部海面達到頂峰，最高持續風速為70kts。康妮轉東北東方向移動，並開始減弱。7月28日UTC6時，康妮在日本以東海域減弱為強烈熱帶風暴。康妮加速向東北移動。7月29日UTC0時，康妮在日本以東海面轉化為溫帶氣旋。8月3日UTC18時，完全消散。

### 強烈熱帶風暴玉兔 (Yutu)
PAGASA: Huaning
7月22日UTC18時，一熱帶低氣壓在呂宋島東北部海面上生成。該熱帶低氣壓向西北偏西移動。7月23日UTC18時，該熱帶低氣壓在呂宋島西北部海面增強為熱帶風暴，並命名為玉兔。7月24日UTC6時，玉兔在香港東南面海域增強為強烈熱帶風暴。7月25日UTC0時，玉兔在香港南面海域達到頂峰。玉兔的環流緊密，風眼直徑約為60公里。稍後玉兔在中國廣東省茂名市電白縣博賀鎮附近登陸。UTC18時，玉兔減弱為熱帶風暴。玉兔轉向西方向移動。7月26日UTC0時，玉兔在中國南方減弱為熱帶低氣壓。UTC12時，完全消散。

### 颱風桃芝 (Toraji)
PAGASA: Isang
7月25日UTC6時，一熱帶低氣壓在菲律賓呂宋島以東海面上生成。該熱帶低氣壓初時向西北移動，後轉西北偏西方向移動。7月27日UTC0時，該熱帶低氣壓在呂宋島以東增強為熱帶風暴，並命名為桃芝。UTC12時，桃芝增強為強烈熱帶風暴。7月27日UTC18時，桃芝增強為颱風，並輕微轉向西北方向移動。7月28日UTC6時，桃芝在呂宋島東北部海面達到頂峰，最高持續風速為75kts。桃芝繼續向西北的路徑。7月29日UTC16時10分，桃芝在台灣花蓮縣秀姑巒溪口登陸，強度開始減弱。UTC18時，桃芝減弱為強烈熱帶風暴。7月30日UTC2時20分，桃芝於新竹市香山區附近出海。UTC6時，桃芝減弱為熱帶風暴。UTC18時，桃芝在中國東南沿岸減弱為熱帶低氣壓。桃芝於中國福建省福州市連江縣筱埕鎮再度登陸後轉向北移動。8月1日UTC6時，桃芝在黄海轉化為溫帶氣旋。8月3日UTC0時，完全消散。

### 颱風萬宜 (Man-yi)
8月1日UTC18時，一熱帶低氣壓在特路加群島以北海面上生成。8月2日UTC6時，該熱帶低氣壓往西北方向移動，並增強為熱帶風暴，並命名為萬宜。8月3日UTC6時，萬宜在馬里亞納群島東面增強為強烈熱帶風暴。萬宜稍微轉向西北偏北方向移動。8月4日UTC6時，萬宜在馬里亞納群島北面進一步增強為颱風。UTC18時，萬宜在硫黃島以東達到頂峰，最高持續風速為80kts。萬宜開始放慢移速，並於8月5日改為向東北移動。8月8日UTC0時，萬宜在日本以東減弱為強烈熱帶風暴。萬宜加速向北前進。8月9日UTC0時，萬宜進一步減弱為熱帶風暴。UTC18時，萬宜轉化為溫帶氣旋。8月11日UTC6時，完全消散。

### 熱帶風暴天兔 (Usagi)
8月8日UTC12時，一熱帶低氣壓在南海上生成。該熱帶低氣壓往西方向移動。8月10日UTC6時，該熱帶低氣壓在海南西南部海面增強為熱帶風暴，並命名為天兔。8月11日早上，天兔登陸越南河靜省石河縣。8月11日UTC0時，天兔登陸越南不久，在老撾和越南邊境交界減弱為熱帶低氣壓。UTC6時，完全消散。

### 颱風帕布 (Pabuk)
8月13日UTC12時，一熱帶低氣壓在馬里亞納群島以東海面上生成。該熱帶低氣壓向北移動。8月14日UTC12時，該熱帶低氣壓在馬里亞納群島以北增強為熱帶風暴，並命名為帕布。帕布轉西北偏西方向移動。8月15日UTC6時，帕布在硫黃島以南增強為強烈熱帶風暴。8月16日UTC18時，帕布增強為颱風。8月17日UTC0時，帕布達到頂峰，最高持續風速為70kts。8月18日至19日在日本以南保持颱風的強度，向西北方向移動。8月20日，帕布改變為向東北偏北方向移動。8月21日UTC3時，帕布減弱為強烈熱帶風暴。UTC10時，帕布於日本和歌山縣田邊市登陸。8月21日晚上至23日早上，帕布登陸後強度逐漸減弱。UTC17時，帕布於日本三重縣志摩半島登陸。8月22日UTC0時，帕布減弱為熱帶風暴。UTC3時，帕布於日本靜岡縣沼津市登陸。UTC5時，帕布於日本神奈川縣藤澤市登陸。UTC6時30分，帕布於日本千葉縣船橋市登陸。UTC18時，帕布在日本東北部減弱為熱帶低氣壓。8月23日UTC0時，完全消散。

### 颱風蝴蝶 (Wutip)
8月26日UTC6時，一熱帶低氣壓在馬里亞納群島以西海面上生成。該熱帶低氣壓向東北方向移動。8月27日UTC6時，該熱帶低氣壓增強為熱帶風暴，並命名為蝴蝶。8月28日UTC0時，蝴蝶增強為強烈熱帶風暴。UTC12時，蝴蝶在硫黃島東南部增強為颱風。8月29日UTC12時，蝴蝶達到頂峰，最高持續風速為90kts。8月30日UTC12時，蝴蝶在父島以東轉向北移動，強度逐漸減弱。翌日，蝴蝶重新恢復向東北的路徑。8月31日UTC18時，蝴蝶在日本以東減弱為強烈熱帶風暴。9月2日UTC6時，蝴蝶在日本以東再減弱為熱帶風暴。稍後，蝴蝶加速向東北方向移動。9月3日UTC0時，蝴蝶轉化為溫帶氣旋。9月4日UTC12時，完全消散。

### 熱帶風暴聖帕 (Sepat)
8月26日UTC18時，一熱帶低氣壓在威克島西北海面上生成。該熱帶低氣壓向西北偏北移動。8月27日UTC18時，該熱帶低氣壓在南鳥島以西增強為熱帶風暴，並命名為聖帕。聖帕在日本以東的海域加速向北前進，保持熱帶風暴的強度達幾天。稍後，聖帕轉向東北方向移動。8月30日UTC18時，聖帕轉化為溫帶氣旋。8月31日UTC18時，完全消散。

### 熱帶風暴菲特 (Fitow)
8月28日UTC0時，一熱帶低氣壓在南海上生成。該熱帶低氣壓向西移動，持續了兩天。8月30日，該熱帶低氣壓轉向西北移動，並在海南省文昌市昌灑鎮附近掠過。該熱帶低氣壓再轉向西北。8月30日UTC18時，該熱帶低氣壓在北部灣增強為熱帶風暴，並命名為菲特。8月31日中午，菲特在廣西壯族自治區防城港市港口區企沙鎮附近登陸。菲特登陸後迅速減弱。UTC6時，菲特減弱為熱帶低氣壓。9月1日UTC9時，完全消散。

### 颱風丹娜絲 (Danas)
9月3日UTC0時，一熱帶低氣壓在南鳥島以南海面上生成。該熱帶低氣壓向西移動。
9月4日UTC0時，該熱帶低氣壓增強為熱帶風暴，並命名為丹娜絲。丹娜絲轉向西北偏北移動。9月4日UTC12時，丹娜絲穩步增強為強烈熱帶風暴。
9月5日UTC0時，丹娜絲增強為颱風。丹娜絲改為向西北方向移動。
9月8日UTC6時，丹娜絲在父島達到頂峰，最高持續風速為85kts。
9月10日，丹娜絲移動到到日本以南的海域，強度逐漸減弱。
UTC18時，丹娜絲減弱為強烈熱帶風暴。丹娜絲轉為向東北方向前進。9月11日UTC0時30分，丹娜絲於日本神奈川縣鎌倉市登陸。丹娜絲掠過東京，並在UTC9時，再減弱為熱帶風暴。稍後，丹娜絲加速向東北方向移動。
9月12日UTC6時，丹娜絲在千島群島以南轉化為溫帶氣旋。
9月13日UTC0時，完全消散。

### 颱風百合 (Nari)
PAGASA: Kiko
9月5日清晨於台灣台北以東約220公里處形成為一熱帶低氣壓，向東北移動，並於翌日上午增強為一熱帶風暴。9月7日上午7時半，百合於日本沖繩縣糸滿市登陸。百合後登陸速度減慢，並增強為一強烈熱帶風暴。9月8日凌晨3時半，百合於日本沖繩縣中頭郡北中城村登陸。在隨後的一週，百合以逆時針方向在沖繩島附近打轉了三次，強度反覆變化，並兩度增強為颱風。9月13日凌晨3時半，百合於久米島登陸。9月14日，百合開始移向西南，次日它第三次增強為颱風，直趨台灣。9月16日晚上9時40分，百合於台灣新北市貢寮區三貂角登陸。百合侵襲台灣後，在9月17日逐步減弱為一熱帶風暴。百合在9月19日進入台灣海峽南部，並轉向西移動。百合在9月20日再次增強，成為一熱帶風暴，下午4時於中國廣東省汕尾市陸豐市甲東鎮附近登陸。當晚，百合繼續減弱，其後消散於廣西內陸。
由於百合在台灣帶來暴雨，造成九一七水災，共造成94人死亡、10人失蹤及265人受傷，經濟損失逾300億元新台幣。

### 颱風韋帕 (Vipa)
9月17日在琉黃島東南偏南約250公里發展成一熱帶低氣壓。韋帕向北推進，9月19日逐漸增強為一強烈熱帶風暴。它隨後轉向東北移動，在9月20日達颱風強度。次日它減弱為強烈熱帶風暴，並加速前進，稍後再變為一溫帶氣旋。

### 颱風范斯高 (Francisco)
9月19日於威克島西南面約650公里發展成一熱帶低氣壓。它朝向西北推進，次日增強為一熱帶風暴。范斯高在9月22日進一步增強為一颱風，於隨後的三天在太平洋上向北移動。在9月25日減弱為強烈熱帶風暴後，它加速往東北前進，並在次日變為一溫帶氣旋。

### 颱風利奇馬 (Lekima)
PAGASA: Labuyo
9月22日在台灣東南面約600公里形成為一熱帶低氣壓，該晚增強為一熱帶風暴，並在9月24日達到颱風強度。利奇馬向西北偏北前進，在9月26日18時30分於台灣台東縣太麻里鄉登陸，是十天內繼百合後第二個吹襲台灣的颱風。利奇馬在9月27日17時30分由彰化縣濁水溪口進入台灣海峽。次日它減弱為一熱帶低氣壓，並加速向東北前進，9月30日於東海上變為一溫帶氣旋。
利奇馬為台灣帶來暴雨，引發山泥傾瀉，釀成一死三傷，數以百計村民需要撤離家園。一艘漁船及一艘貨船沉沒，三名漁民失蹤，而16名貨船上的船員則全部獲救。在利奇馬的吹襲下，部份交通受到影響，超過12000戶停電，農業損失估計最少為四億元新台幣。利奇馬的環流在浙江省溫州亦造成損害，有一人死亡及另一人失蹤，約2300公頃農地被浸，另有一些房屋、道路和橋樑受到破壞。

### 颱風柯羅莎 (Krosa)
10月4日於關島西北面約250公里處形成為一熱帶低氣壓。它向西北前進，並迅速增強，次日達到颱風強度，中心附近最高風速約為每小時140公里。羅莎在10月6日轉向偏北移動，次日朝東北推進，10月8日減弱為一強烈熱帶風暴，翌日變為一溫帶氣旋。

### 颱風海燕 (Haiyan)
PAGASA: Maring
10月12日於馬尼拉東北偏東約1000公里處發展成一熱帶低氣壓後，緩慢地向北移動，並在10月14日增強成一強烈熱帶風暴。海燕隨後向西北前進，在10月15日增強為一颱風。次日清晨，它的風力達到最強，其中心附近最高風速約為70節（130每小時；81英里每小時）。海燕同時開始轉往東北移動，在10月17日減弱為一強烈熱帶風暴。翌日，它進一步減弱為一熱帶風暴，該晚變為一溫帶氣旋。

### 颱風楊柳 (Podul)
10月19日於關島東南面約1500公里處發展成一熱帶低氣壓。它朝偏北方向移動，翌日增強為一熱帶風暴，並在10月22日達到颱風強度。隨後的兩天，楊柳往西北前進。10月26日加速向東北偏北移動，10月27日減弱為一強烈熱帶風暴，翌日變為一溫帶氣旋。

### 颱風玲玲 (Lingling)
PAGASA: Nanang
11月6日於馬尼拉東南約750公里處形成為一熱帶低氣壓，它向西北偏西移動，於菲律賓南萊特省希努南岸登陸，翌日增強為一熱帶風暴。玲玲在11月8日進一步增強為一強烈熱帶風暴，並為菲律賓帶來暴雨。玲玲在11月9日進入南海後增強為一颱風並向西推進，不久便增强为四级台风。11月12日的清晨，玲玲在登陸越南富安省虬江市社前不久減弱為一強烈熱帶風暴。該日稍後它移入內陸並迅速減弱，於晚上在柬埔寨北部變為一個低壓區。

### 熱帶風暴劍魚 (Kajiki)
PAGASA: Quedan
12月5日於馬尼拉東南約730公里處形成為一熱帶低氣壓。在隨後的兩天，它向西北偏西移動，於菲律賓萊特省麥克阿瑟登陸。12月7日，劍魚進入南海並增強為一熱帶風暴。12月8日，它改為向西推進，橫越南海中部。同日晚上，劍魚減弱為一熱帶低氣壓，並轉向西南移動。12月9日，它在越南富安省同和縣以東的海上進一步減弱成一低壓區。
劍魚在菲律賓引致嚴重水浸和山泥傾瀉，二人死亡，一人失蹤及超過6400人徹離家園。在劍魚吹襲下，12艘共載有149人的越南漁船失蹤。

### 颱風法茜 (Faxai)
2001年12月11日，一个热带低气压在西北太平洋东部形成，美国联合台风警报中心将其编号为“31W”。起初联合台风警报中心认为法茜是从这个系统发展而成，但重新分析后确认该系统的低层环流中心在12月13日曾一度消散，同日一个新的低层环流中心在该系统的残余云系之下重新建立，“33W”的编号就是在风季结束后被追加的；而31W的强度最高只曾达到热带风暴级别。日本气象厅也认为法茜发展自一个在12月13日形成的热带低气压。
受到中低层副热带高压脊线薄弱、西风爆发等因素影响，该热带低气压在12月13日至18日在密克罗尼西亚联邦科斯雷以西停滞少动，期间受制于较强的垂直风切变，增强过程缓慢。日本气象厅在12月16日把该系统升格为热带风暴，并命名为“法茜”。12月18日，法茜开始向西北行进，增强速度加快，18日达到强热带风暴强度，21日凌晨获升格为台风，翌日达到峰值强度：根据日本气象厅的分析，法茜中心附近最高风速为105节（10分钟平均风速），最低海平面气压为915百帕斯卡；而根据联合台风警报中心的分析，其最高风速为155节（1分钟平均风速），最低海平面气压则低至879百帕斯卡。
12月24日，法茜在北马里亚纳群岛以西洋面开始转向东北，移速加快，并快速减弱，26日完成温带气旋转化过程。

### 熱帶風暴畫眉 (Vamei)
在12月27日早上，一個熱帶低氣壓於新加坡東北偏東形成，聯合颱風警報中心在當日上午3時直接把這個熱帶擾動升格為熱帶風暴32W。日本氣象廳在在同日把它升格為熱帶風暴，並命名為畫眉。當時美軍一艘從阿富汗返航的海軍船隻經過畫眉的風眼，並實地錄得畫眉的中心風力高達65節，作為美國海軍屬下機構的聯合颱風警報中心即時把畫眉升格為颱風。畫眉以時速約14公里向西移動，當晚在新加坡東北約60公里處的馬來亞半島南端登陸，並在新加坡以北約30-40公里處掠過。隨後畫眉橫過馬六甲海峽，於12月28日再登陸印尼魯帕島。隨後畫眉被各大氣象機構降格為低壓區。
而畫眉並沒有在陸上消散，它橫過蘇門答臘島，並在12月29日進入北印度洋的孟加拉灣，其後重新發展。聯合颱風警報中心在12月30日晚上把這個低壓區升格為熱帶氣旋05B，並在翌日把它升格至相當於熱帶風暴的強度，但不久05B轉為減弱，最終在當日晚上減弱為一個低壓區，並在2002年1月1日完全消散。
聯合颱風警報中心在2001年的熱帶氣旋年報取消了05B，指它是32W重新發展而成，所以當作同一個熱帶氣旋計算。

## 未被國際命名的熱帶氣旋
除了被日本氣象廳命名的熱帶氣旋外，還有一些沒被命名的熱帶低氣壓和被聯合颱風警報中心認為是熱帶風暴的熱帶氣旋。

### 熱帶低氣壓01W
PAGASA: Auring

### 熱帶低氣壓02W
PAGASA: Barok

### 熱帶低氣壓
PAGASA: Darna
PAGASA: Jolina

### 熱帶風暴28W
PAGASA: Ondoy

### 熱帶低氣壓29W
PAGASA: Pabling

## 熱帶氣旋名單
西北太平洋的熱帶氣旋是由日本氣象廳東京颱風中心命名。當該熱帶氣旋被日本氣象廳升格了為熱帶風暴後，就會使用下列名單中的名字。名字是根據以下名單而定，不按年度劃分。風暴名字是由世界氣象組織颱風小組的成員提供，14個成員國和地區各自提交10個名稱，並以該國英文名稱按字母順序排列。本年未用名稱以灰色字表示，黑體字表示今年已經使用過。
| 提供國家／地區 | 名稱        | 名稱        | 名稱   | 名稱   | 名稱   |
| -------------- | ----------- | ----------- | ------ | ------ | ------ |
| 柬埔寨         | 達維        | 康妮 0106   | 娜基莉 | 科羅旺 | 莎莉嘉 |
| 中華人民共和國 | 龍王        | 玉兔 0107   | 風神   | 杜鵑   | 海馬   |
| 北韓           | 鴻雁        | 桃芝 0108   | 海鷗   | 鸣蝉   | 米雷   |
| 香港           | 啟德        | 萬宜 0109   | 鳳凰   | 彩雲   | 馬鞍   |
| 日本           | 天秤        | 天兔 0110   | 北冕   | 巨爵   | 蝎虎   |
| 老撾           | 布拉萬      | 帕布 0111   | 巴蓬   | 凱薩娜 | 洛坦   |
| 澳門           | 珍珠        | 蝴蝶 0112   | 黃蜂   | 芭瑪   | 梅花   |
| 馬來西亞       | 杰拉華      | 聖帕 0113   | 鹿莎   | 茉莉   | 苗柏   |
| 密克罗尼西亚   | 艾雲尼      | 菲特 0114   | 森拉克 | 尼伯特 | 南瑪都 |
| 菲律賓         | 碧利斯      | 丹娜絲 0115 | 黑格比 | 盧碧   | 塔拉斯 |
| 南韓           | 格美        | 百合 0116   | 薔薇   | 苏特   | 奧鹿   |
| 泰國           | 派比安      | 韋帕 0117   | 米克拉 | 妮妲   | 玫瑰   |
| 美國           | 瑪莉亞      | 范斯高 0118 | 海高斯 | 奧麥斯 | 洛克   |
| 越南           | 桑美        | 利奇馬 0119 | 巴威   | 康森   | 桑卡   |
| 柬埔寨         | 寶霞        | 羅莎 0120   | 美莎克 | 燦都   | 納沙   |
| 中華人民共和國 | 悟空        | 海燕 0121   | 海神   | 電母   | 海棠   |
| 北韓           | 清松        | 楊柳 0122   | 凤仙   | 蒲公英 | 尼格   |
| 香港           | 珊珊        | 玲玲 0123   | 欣欣   | 婷婷   | 榕樹   |
| 日本           | 摩羯        | 劍魚 0124   | 鯨魚   | 圓規   | 天鷹   |
| 老撾           | 象神        | 法茜 0125   | 燦鴻   | 南川   | 麥莎   |
| 澳門           | 貝碧嘉      | 画眉 0126   | 蓮花   | 瑪瑙   | 珊瑚   |
| 馬來西亞       | 溫比亞      | 塔巴        | 浪卡   | 莫蘭蒂 | 瑪娃   |
| 密克罗尼西亚   | 蘇力        | 米娜        | 蘇廸羅 | 云娜   | 古超   |
| 菲律賓         | 西馬侖 0101 | 海貝思      | 伊布都 | 馬勒卡 | 泰利   |
| 南韓           | 飛燕 0102   | 浣熊        | 天鹅   | 鮎魚   | 彩蝶   |
| 泰國           | 榴莲 0103   | 威馬遜      | 翰文   | 暹芭   | 卡努   |
| 美國           | 尤特 0104   | 查特安      | 艾濤   | 庫都   | 韋森特 |
| 越南           | 潭美 0105   | 夏浪        | 環高   | 桑達   | 蘇拉   |

### 菲律賓熱帶氣旋命名法

當熱帶氣旋在藍色框內，便會給名字。

菲律宾大气地球物理和天文管理局（英語：PAGASA）使用自己一套命名法，作於該國風暴責任範圍內的熱帶氣旋命名之用。與日本氣象廳不同，只要該熱帶氣旋會很間接地吹襲菲律賓或會影響周邊國家的話（不論強度高低），就會使用以下之熱帶氣旋名字。名單每四年循環再用，因此本年名單與1997年太平洋颱風季的名單相同。本年未用名稱以灰色字表示，黑體字表示今年已經使用過。
| - Auring 01W - Barok 02W - Crising 0101 - Darna - Emong 0102 | - Feria 0104 - Gorio 0105 - Huaning 0107 - Isang 0108 - Jolina | - Kiko 0116 - Labuyo 23W - Maring 25W - Nanang 0123 - Ondoy 28W | - Pabling 29W - Quedan 0124 - Roleta（未用） - Sibak（未用） - Talahib（未用） | - Ubbeng（未用） - Vinta（未用） - Wilma（未用） - Yaning（未用） - Zuma（未用） |

替補名單
| - Alamid（未用） - Bruno（未用） | - Conching（未用） - Dolor（未用） | - Ernie（未用） - Florante（未用） | - Gerardo（未用） - Hernan（未用） | - Isko（未用） - Jerome（未用） |

## 內部連結
- 2001年大西洋颶風季
- 2001年太平洋颶風季
- 2001年北印度洋氣旋季
- 2000－2001年西南印度洋熱帶氣旋季
- 2000－2001年澳洲地區熱帶氣旋季
- 2000－2001年南太平洋熱帶氣旋季
- 2001－2002年西南印度洋熱帶氣旋季
- 2001－2002年澳洲地區熱帶氣旋季
- 2001－2002年南太平洋熱帶氣旋季

## 外部連結
- 聯合颱風警報中心
- 中央氣象台-颱風實時路徑顯示
- 日本氣象廳熱帶氣旋資訊（页面存档备份，存于）
- 菲律賓大氣地理天文部門熱帶氣旋資訊
- 中央氣象局全球資訊網（页面存档备份，存于）
- 香港天文台熱帶氣旋資訊（页面存档备份，存于）
- 澳門地球物理暨氣象局熱帶氣旋資訊（页面存档备份，存于）
- 熱帶氣旋衛星影像（页面存档备份，存于）
- 數位颱風—熱帶氣旋資料及圖片（页面存档备份，存于）